# ایل تمپو
ایل تمپو (به ایتالیایی: Il Tempo) نام روزنامه‌ای ایتالیایی‌زبان است که هر روزه در کشور ایتالیا منتشر می‌شود.
روزنامه ایل تمپو از سال ۱۹۴۴ میلادی منتشر می‌شود و مرکز آن در شهر رم قرار دارد.

## ویراستاران
- رناتو آنژولیلو (۴ ژوئن ۱۹۴۴–۱۶ اوت ۱۹۷۳)
- لئونیدا رپاسی (ویراستار مشترک، گیوگنو ۱۹۴۴ - فوریه ۱۹۴۵)
- جیانی لتا (۱۷ اوت ۱۹۷۳–۱۹۸۷)
- گاسپار باربیلینی آمیدی(۱۹۸۷–۳۰ مه ۱۹۸۹)
- فرانکو کانگینی (۱ ژوئن ۱۹۸۹)
- مارچلو لامبرتینی
- جیانی موتولا
- مائوریتزیو بلپیترو
- جیامپائولو کرسی
- مائورو تریزینو
- جوزپه سانزوتا
- مینو آلیونه
- فرانکو بچیس
- گائتانو پدولا
- جوزپه سانزوتا
- روبرتو آردیتی
- ماریو سچی
- سارینا بیرقی
- جیان مارکو چیوچی سردبیر فعلی
- سارینا بیرقی سردبیر فعلی

1. ↑  "Il Tempo | Italian newspaper | Britannica". www.britannica.com (به انگلیسی). Retrieved 2023-06-17.